# 窒息式性愛
窒息式性爱（英語：erotic asphyxiation）是指为了获得性快感，故意限制大脑供氧的行为。该做法利用人體在缺氧、窒息的瞬間，局部器官的高度收縮，而使自己或對方從中得到性快感和性高潮，但常有不小心而令人死亡的事件發生。如果是自慰时进行此行为，则会被称为自慰性窒息（英語：autoerotic asphyxiation）。在美國精神醫學學會的《精神疾病診斷與統計手冊》中，窒息式性爱被归于性偏離的一种。

## 生理
约翰·库拉（John Curra）写道，“脖子两侧的總頸動脈负责将含有氧的血液从心脏运输到大脑中。当因吊颈而使得该血管受到挤压时，大脑会突然缺氧，二氧化碳也开始堆积，此时会有头晕目眩的感觉并伴有愉悦感，这些会使得自慰带来的快感度升高。”乔治·舒曼（George Shuman）将该影响描写为“当大脑供氧不足时，它会进入到被称为缺氧的状态，此状态下人会保持清醒，但却处在半致幻状态。该感觉与性高潮结合，带来的快感不比可卡因差，也非常容易上瘾。”
关于窒息式性爱因缺氧所带来的幻觉，E·劳埃德（E L Lloyd）指出，这种幻觉可能与身处在高海拔地区的攀岩者感受到的幻觉类似。他还指出，飞机在高海拔处突然减压并不会带来这种幻觉，因此这一感觉可能并不是单纯因缺氧而起。在回顾了有关缺氧方面的文献后，他发现“神经递质、多巴胺、血清素和β-内啡肽，它们会互相影响，并导致大脑神经化学的异常。这种异常变化在所有的致幻情形中都有出现。”

## 历史
自慰性窒息从17世纪便有所记载，起先是用来治疗勃起功能障碍的。这种疗法很可能源自被绞刑者，人们注意到男性受刑者出现了勃起的现象，有时能够持续到死亡之后（即死亡勃起），偶尔亦会伴有射精。

## 方式
悬挂、用塑料袋闷住头部、自己勒住自己（比如使用绳结）、利用气体或易挥发溶质、挤压胸腔等不同方式（或对这些方式加以结合）都能达到窒息式性愛所需要的耗氧量，也有的人会使用一些更为复杂的装置来达到此目的。哪怕小心谨慎地进行，窒息式性爱也很危险，已造成大量的意外身亡事故。尤瓦（Uva）1995年称，“据估计，自慰性窒息会造成美国每年250至1000不等的死亡人数。”斯堪的纳维亚和德国亦有类似报告。自慰性窒息常常被误判为自杀，也是青少年的常见死亡原因之一。

## 意外死亡
在窒息式性爱中，部分缺氧的状况常常会导致人失去意识，从而失去对悬挂绳索的控制，并进一步导致缺氧，最终死亡。尽管有窒息癖的人们经常会和别人一起进行性爱活动，但对方通常因过于投入而忽略了被窒息者可能处在的危险境地。
在部分死亡案例中，窒息癖死者的尸体被发现时全裸或手握性器，身旁有情色材料、性玩具，有死前高潮过的迹象。这些意外死亡现场常常会有死者生前曾进行其他性偏離活动的迹象，如女装癖、受虐癖。如果死者是在家中居住的青少年，家属通常会“打扫”现场，将这些性偏离的证据清理掉，结果破坏了现场，导致死者看上去像是故意自杀而非意外身亡。
窒息式性爱导致的死者多为男性；在1974年至1987年、加拿大安大略省和艾伯塔省所有因窒息式性爱身亡的117名死者中，只有一名是女性。窒息式性爱导致的意外死亡主要发生在25岁前后，但也存在青少年和70岁男性的死亡案例。
因为律师和保险公司的缘故，这些窒息式性爱的案例引起了临床医生的注意——有的保险可以给意外身亡赔付，但自杀是不行的。

### 著名案例
- 1990年代“海尔采格诉《好色客》案”中，黛安·海尔采格（Diane Herceg）指控《好色客》杂志导致了她14岁儿子 Troy D. 的死亡，因为她的儿子在读了杂志上关于窒息式性爱的介绍后打算尝试一下，结果发生了意外。[23]
- 1994年，斯蒂芬·米利根（英语：Stephen Milligan），英国政治家、伊斯特利保守黨议员，因自慰性窒息和自我綁縛身亡。[24]
- 1996年，凯文·吉尔伯特（英语：Kevin Gilbert (musician)），音乐家兼作曲家，因明显自慰性窒息而身亡。[25]
- 迈克尔·钦斯（英语：Michael Hutchence），澳大利亚歌手兼作曲人，隶属于摇滚乐队。他死于1997年，死因裁判官认定他是自杀，但其亲人、伴侣都认为是自慰性窒息。[26]
- 演员大衛·卡拉定死于2009年6月4日。为他作不公开尸检的检查者认定此事件属于意外窒息。[27][28]被发现时，其尸体位于他在泰国的房间的櫃子里，用绳子吊着[29][30]，有迹象表明他死前曾高潮过。[31]经过两次尸检，人们得出结论认为不是自杀，一名验过尸体的泰国法医认为他的死因有可能是自慰性窒息。[32][33]卡拉定的两名前妻，盖尔·詹森（英語：Gail Jensen）[34][35]和玛丽娜·安德森（英語：Marina Anderson）[36][37]都公开表示自我綁縛是他的性趣之一。
- 重庆红衣男孩事件中，一名身着红衣、双手悬梁、双脚绑秤砣的男孩身亡，法医鉴定结果为体位性性窒息性死亡。[38]

## 虚构作品
有关自慰性窒息的话题本身就颇为敏感，因此经常会成为都市傳說的素材，也在虚构作品中屡次出现。
- 在薩德侯爵小说《贾斯汀，或美德的不幸（英语：Justine, or The Misfortunes of the Virtue）》中，贾斯汀被人怀疑有窒息癖的倾向，但她挺过了这些怀疑。
- 恰克·帕拉尼克所著小说《恶搞研习营（英语：Haunted (Palahniuk novel)）》中的小短篇《肠子》（英語：Guts）中，一名角色谈到了发现自己儿子意外死于自慰性窒息的父母们。他们据说会在警察或死因裁判官到来之前清理现场，以防给家里蒙羞。
- 在小说及其同名改编电影中，被谋杀者被认为可能死于窒息式性爱，剧中亦对此有过一定的介绍。
- 电影《世界上最伟大的父亲（英语：World's Greatest Dad）》中，主角还处于青春期的儿子因窒息性自慰而不慎让自己窒息死亡。主角将儿子的死亡包装为一起自杀事件，但却增加了因文学闹剧（英语：Literary forgery）而背负骂名的可能性。
- 电影《天地無倫》中，一个名为泰特（Tate）的角色曾尝试过自慰性窒息。
- 在《返回园中》（英語：Back to the Garden）一集的冷开场中出现了自慰性窒息。
- 《南方公園》的《性疗法（英语：Sexual Healing (South Park)）》一集中，肯尼·麦克康米克在身着蝙蝠俠服装、尝试自慰性窒息时死亡。
- 《加州靡情》第四季《偷鸡摸狗》（英語：Monkey Business）一集中，Zig Semetauer 被发现因自慰性窒息导致的缺氧死在了自己的浴室中。
- 电影中有个角色负责监督他的朋友，防止其进行自慰性窒息的行为。
- 由阿部定事件改编的电影《感官世界》中，男主角在窒息式性爱中意外死亡。

## 拓展阅读
- Robert R. Hazelwood, Park Elliot Dietz, Ann Wolbert Burgess: Autoerotic Fatalities. Lexington, Mass.: LexingtonBooks, 1983.
- Sergey Sheleg, Edwin Ehrlich: Autoerotic Asphyxiation: Forensic, Medical, and Social Aspects, Wheatmark (August 15, 2006), trade paperback, 208 pages ISBN 1587366045 ISBN 978-1587366048
- John Money, Gordon Wainwright and David Hingsburger: The Breathless Orgasm: A Lovemap Biography of Asphyxiophilia. Buffalo, New York: Prometheus Books, 1991.